# Ibaditen

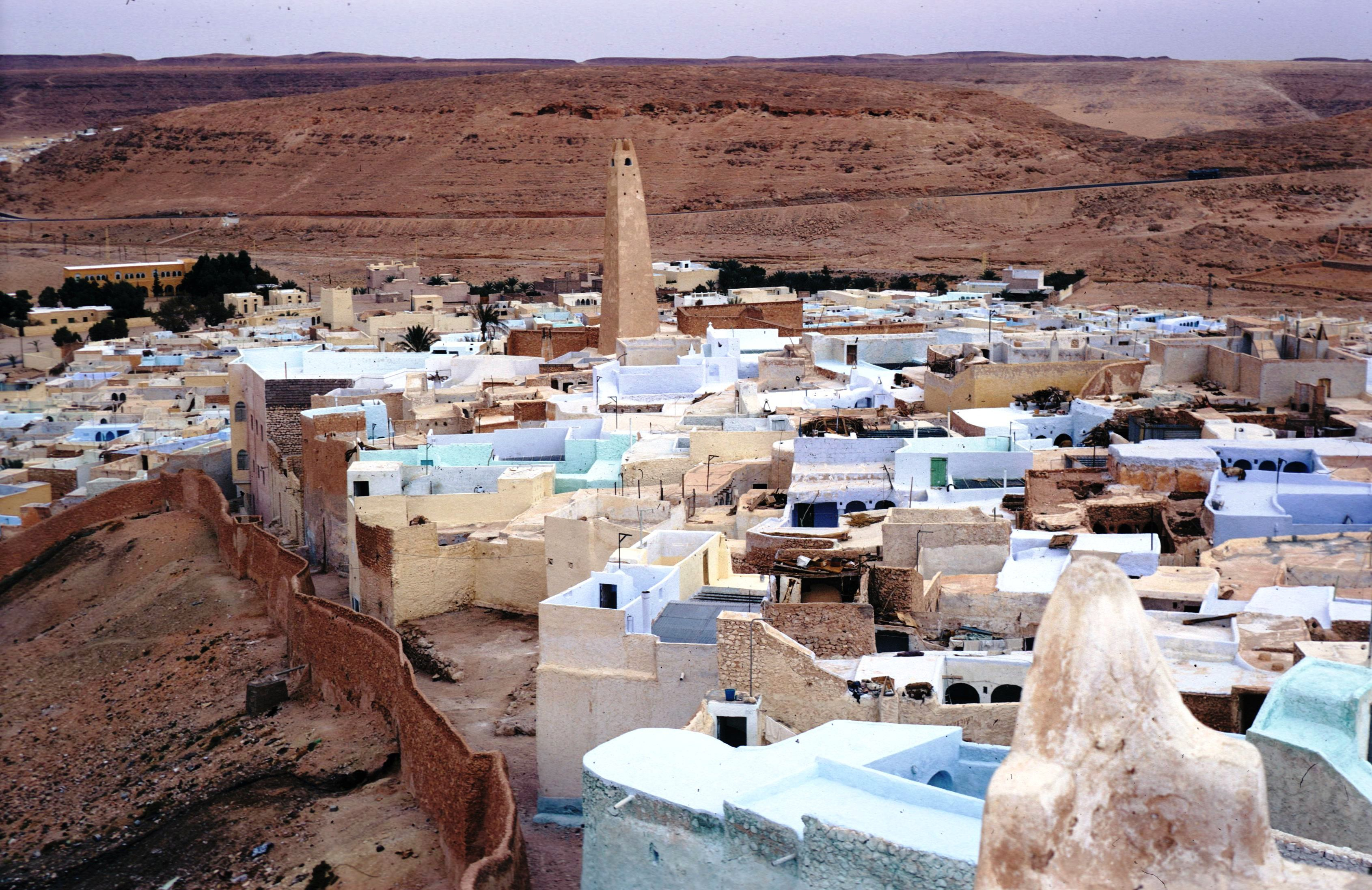
Beni Isguen, heilige Stadt der Mozabiten

Die Ibaditen (arabisch الإباضية, DMG al-Ibāḍīya) sind eine religiöse Sondergemeinschaft des Islams, die weder dem Sunnitentum noch der Schia angehört. Von anderen Muslimen werden die Ibaditen den Charidschiten zugerechnet, sie selbst lehnen jedoch diese Zuordnung ab. Allerdings sehen sie sich als Erben der Muhakkima, aus denen auch die Charidschiten hervorgegangen sind. Die Ibaditen folgen einer eigenen Rechtsschule, die sie auf Dschābir ibn Zaid zurückführen. Ihr Name geht auf ʿAbdallāh ibn Ibād zurück, dessen Identität allerdings im Dunkeln liegt.
Die meisten Ibaditen leben heute in Oman auf der Arabischen Halbinsel. Das Sultanat Oman ist auch das einzige Land, in dem sie einen größeren Anteil an der Bevölkerung (ca. 45 %) bilden. Außerdem gibt es kleinere ibaditische Gemeinschaften im algerischen M'zab, auf der tunesischen Insel Djerba, in Libyen im Dschabal Nafusa und in der Stadt Zuwara sowie in den Küstengebieten Ostafrikas. Die Ibaditen in Algerien werden auch Mozabiten genannt. Insgesamt stellen die Ibaditen mit knapp zwei Millionen Anhängern nur eine kleine Minderheit unter den Muslimen dar.

## Besonderheiten in Glaubens- und Normenlehre
Grundlegend für die ibāditische Lehre sind die vier „Wege der Religion“ (masālik ad-dīn): Hervortreten (ẓuhūr), Verteidigung (difāʿ), Selbstaufopferung (širāʾ) und Geheimhaltung (kitmān), die als Etappen innerhalb der Geschichte der eigenen Gemeinschaft aufgefasst werden, die sich aber wiederholen können und für die jeweils eigene Regeln gelten. Sie werden auch verschiedenen Imamatstypen zugeordnet. Eine weitere wichtige Doktrin ist die Lehre von Walāya und Barā'a. Demnach haben die ibaditischen Gläubigen Loyalität und Solidarität (walāya) nur gegenüber den Mitgliedern der eigenen Gemeinschaft zu üben, allen anderen Muslimen gegenüber sollen sie dagegen Lossagung und Meidung (barāʾa) an den Tag legen.
In der Glaubenslehre beschränken sich die Unterschiede der Ibaditen gegenüber den Sunniten nach Ansicht des ibaditischen Gelehrten Muhammad ibn Yūsuf Atfaiyasch (1820–1914) auf die folgenden vier Punkte: 1. die Ablehnung der Schau Gottes im Jenseits; 2. der Glaube, dass die Attribute Gottes nicht von Seinem Wesen getrennt sind; 3. die Lehre, dass der Glaube Wort und Tat ist; 4. die Lehre von der Erschaffenheit des Korans. Die Ablehnung der Schau Gottes und der Erschaffenheit des Korans sind Glaubenssätze, die die Ibaditen mit der Muʿtazila verbinden.
Im Bereich der Normenlehre zeichnen sich die Ibaditen unter anderem dadurch aus, dass sie im Unterschied zu den Sunniten, aber wie die Schiiten das Streichen über die Schuhe bei der kleinen Waschung ablehnen. Hinsichtlich des Ritualgebets gibt es drei wesentliche Unterschiede: 1. beim Mittags- und Nachmittagsgebet beschränkt man sich bei den ersten beiden und letzten beiden Rakʿas auf die Lesung der Fātiha, 2. Ibaditen lehnen den Qunūt ab und meinen, dass ein Gebet, das mit Qunūt vollzogen wurde, wiederholt werden muss; 3. nach ibaditischer Lehre ist es eine Fard-Pflicht, das Gebet auf der Reise zu kürzen. Die wichtigste Besonderheit beim Fasten ist, dass die Ibaditen der Auffassung sind, dass der Gläubige im Zustand der großen Unreinheit (ǧanāba) kein Fasten vollziehen kann, sondern erst eine Vollwaschung durchführen muss, damit sein Fasten gültig wird. In den anderen Lehrrichtungen wird diese Voraussetzung auf das Gebet beschränkt. Unterschiede gibt es auch bei der Berechnung und der Verteilung der Zakāt. Sie soll vor allem an Ibaditen verteilt werden.
Eine Besonderheit beim Eherecht ist, dass nach ibaditischer Lehre außerehelicher Geschlechtsverkehr zwischen zwei Personen ein permanentes Ehehindernis zwischen ihnen darstellt. Die sunnitischen Rechtsschulen halten es dagegen für zulässig, dass die beiden Personen später heiraten, wenn sie die Tauba vollzogen haben und zu einer rechtschaffenen Lebensweise zurückgekehrt sind. Im Bereich des Strafrechts gehören zu den wichtigsten Besonderheiten, dass die Hadd-Strafen während der Zeit der Geheimhaltung als ausgesetzt gelten und dass die Ibaditen wie die Zwölfer-Schiiten beim Qisās und der Diya den Wert einer Frau halb so hoch bemessen wie den eines Mannes.

## Anfänge und Verbreitung

### Anfänge in Basra
Die Anfänge der ibaditischen Gemeinde liegen in der Stadt Basra, die ab den 680er Jahren ein Zentrum der Charidschiten war. Hier wirkte ab 679 der aus Oman stammende Gelehrte Dschābir ibn Zaid. Er war ein Schüler von ʿAbdallāh ibn ʿAbbās und erteilte von Basra aus Rechtsgutachten, bei denen er sich vornehmlich auf Ra'y stützte. Dschābir, der 712 starb, wird von den Ibāditen bis heute als eine ihrer wichtigsten Autoritäten betrachtet, allerdings war er wohl selbst noch kein Ibādit, denn er wurde auch außerhalb ibāditischer Kreise anerkannt. Ob die Ibāditen zu jener Zeit diesen Namen überhaupt schon für sich benutzten und sich als Gemeinschaft nach außen klar abgrenzten, ist unklar.
Eine straffere Organisation der Gemeinschaft lässt sich erst um die Mitte des 8. Jahrhunderts erkennen, als Abū ʿUbaida Muslim ibn Abī Karīma zu ihrem Oberhaupt wurde. Als Selbstbezeichnung verwendeten die Ibāditen von Basra in dieser Zeit den Ausdruck „Gemeinschaft der Muslime“ (Dschamāʿat al-muslimīn), den anderen Muslimen erkannten sie nur den Status von ahl al-qibla, Leuten, die in die richtige Gebetsrichtung beten, zu. Abū ʿUbaida baute seine Gemeinschaft zu einem Missionsnetzwerk um und schickte „Wissensträger“ (hamalat al-ʿilm) genannte Werber in die verschiedenen Provinzen des islamischen Reiches, mit dem Auftrag, dort ibāditische Gemeinden zu gründen. Die Sendboten traten nicht nur in arabischen Gebieten wie dem Hedschas oder Südarabien und Bahrain auf, sondern auch in Ägypten, Nordafrika, in Chorasan, in Choresm und sogar in Indien. Die meisten dieser Werber waren gleichzeitig als Händler tätig. Mit dem von ihnen erwirtschafteten Geld wurde in Basra eine Kasse gegründet, mit der die Gemeinschaft finanzielle Selbständigkeit erlangte.
Die meisten Ibaditen gehörten arabischen Stämmen an, die nicht besonders angesehen waren, deswegen hatte das Ideal der Gleichheit einen hohen Stellenwert in ihrer Propaganda. Wie die anderen Charidschiten waren die Ibaditen der Auffassung, dass das Imamat nicht auf den Stamm der Quraisch beschränkt sei, sondern jedem zustehe, den die Muslime zur Führung ihres Staates auswählten. Die hamalat al-ʿilm predigten das Prinzip von al-Walāya wa-l-barā'a, Freundschaft und Solidarität mit allen, die im Geist des Islam lebten, und Lossagung von denjenigen, die die Gebote nicht einhielten. Bei letzteren dachte man vor allem an die Vertreter der umayyadischen Regierung.

### Errichtung von Imamaten
In den verschiedenen Außenposten der ibāditischen Gemeinde kam es ab 745 zu Aufständen. Im Hadramaut wurde 746 ein erstes ibaditisches Imamat begründet, dessen Truppen 747 Sanaa, die Hauptstadt Südarabiens, sowie Mekka und Medina einnehmen konnten. Um 750 huldigten die Ibāditen von Oman al-Dschulandā ibn Masʿūd, einem Nachkommen der dortigen ehemaligen Herrscherfamilie, als erstem „Imam des Hervortretens“ (imām aẓ-ẓuhūr). Und im Jahre 757 wählten ibāditische Berber bei Tripolis den Jemeniten Abū l-Chattāb al-Maʿāfirī zum Imam. Mit seinen Anhängern konnte er in wenigen Monaten ganz Tripolitanien und Ifrīqiya erobern. Zwar brachen all diese Imamate schon nach kurzer Zeit wieder zusammen, doch entstand dafür 778 mit dem Rustamiden-Imamat von Tāhart ein erster stabiler Staat mit ibāditischer Ausrichtung. Er umfasste bis zum Anfang des 10. Jahrhunderts weite Gebiete des heutigen Algeriens.
In Basra selbst übten die Ibaditen Geheimhaltung. Die Führung der basrischen Gemeinde übernahm in der zweiten Hälfte des 8. Jahrhunderts der ebenfalls aus Oman stammende Rabīʿ ibn Habīb al-Farāhīdī. Er mischte sich auch in die Politik des Rustamiden-Staates ein, als es nach dem Tod des ersten Rustamiden ʿAbd ar-Rahmān ibn Rustam 784 dort zu Spannungen kam. Der Sohn des Herrschers, ʿAbd al-Wahhāb, hatte sich bei dem Wahlgremium gegenüber einem anderen Kandidaten nur dadurch durchsetzen können, dass er das Versprechen gab, im Falle ihrer Unzufriedenheit zurückzutreten. Nachdem er die Macht übernommen hatte, hielt er sich nicht mehr an diese Bedingung, weil er meinte, dass ein Imam, wenn er einmal gewählt ist, unumschränkte Autorität genießt. Er ließ sich dies von Rabīʿ in einem Rechtsgutachten absegnen. Die Gegner des neuen Rustamiden-Herrschers sammelten sich um einen Berber, der bereits zum Wahlgremium gehört hatte, und sonderten sich als eine eigene Gemeinschaft, die Nukkār genannt wurde, ab.

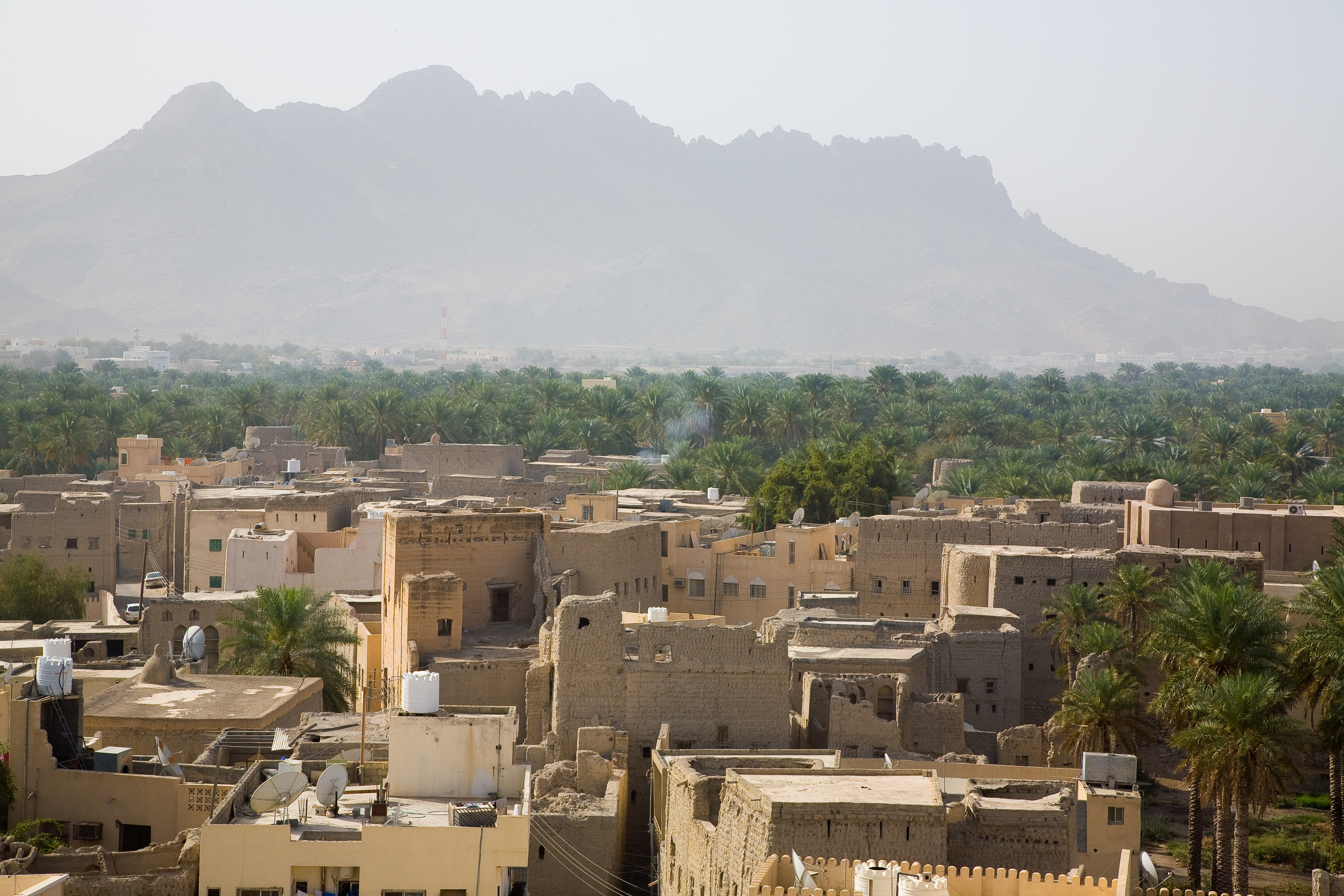
Nizwa, bis heute das geistige Zentrum der Ibaditen in Oman

Nachdem Rabīʿ ibn Habīb neue hamalat al-ʿilm in den Oman entsandt hatte, kam es dort zu einer Neubelebung der ibaditischen Bewegung. Er selbst kehrte vor seinem Tod im Jahre 786 in den Oman zurück und ließ sich in der Stadt Nizwa nieder. Nachdem im Dezember 793 ibaditische Kämpfer der Banū Yahmad aus dem Stamm Azd den abbasidischen Statthalter Omans besiegt hatten, wählten sie auf einer Versammlung in Manh den zu den Banū Yahmad gehörenden Muhammad ibn Abī ʿAffān zum neuen Imam und begründeten damit das zweite ibaditische Imamat in Oman. Muhammad ibn Abī ʿAffān wurde schon zwei Jahre später aufgrund seines harschen Auftretens gegenüber früheren Gegnern wieder abgesetzt. Als wesentlich fähiger erwies sich al-Wārith ibn Kaʿb (reg. 795–807), unter dessen Herrschaft der Oman relative Stabilität erreichte. In seiner Zeit wanderten auch die führenden Persönlichkeiten der ibaditischen Gemeinde von Basra nach Oman aus, sodass dieser zum neuen religiösen Zentrum der Ibaditen wurde.
Im Irak selbst bestanden noch kleinere ibāditische Gemeinden in Kufa und Bagdad bis zum frühen 9. Jahrhundert weiter. Einige Mitglieder dieser Gemeinden traten auch am Abbasidenhof in Erscheinung, so insbesondere der Theologe Ibn Yazīd al-Fazārī, der Ende des 8. Jahrhunderts an den Kalām-Diskussionen der Barmakiden teilnahm.

## Geschichte

### Die Imamate im Oman

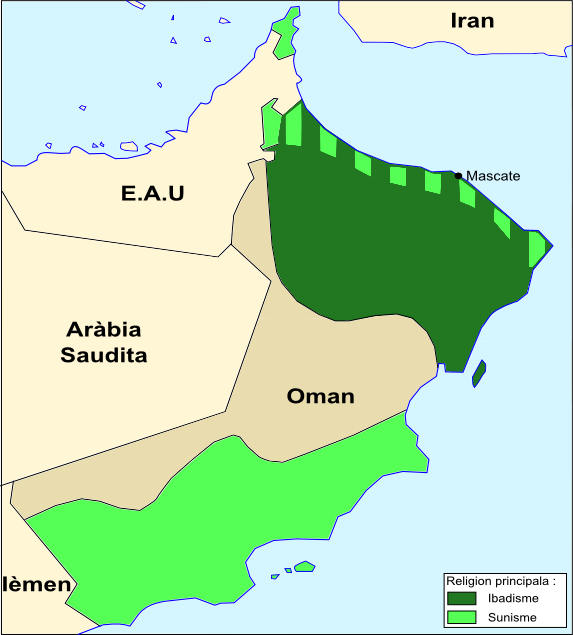
Ibaditische (dunkelgrün) und sunnitische (hellgrün) Gebiete im heutigen Oman

In Oman herrschten im 9. Jahrhundert nacheinander die ibaditischen Imame Ghassān ibn ʿAbdallāh al-Yahmadī (reg. 808–823), ʿAbd al-Malik ibn Humaid (reg. 823–840) und al-Muhannā ibn Dschaifar (reg. 840–851). Letzterer konnte die Autorität des Imamats auch auf den Hadramaut ausdehnen. Tonangebende ibaditische Theologen waren hier in der ersten Hälfte des 9. Jahrhunderts Hārūn ibn al-Yamān und Mahbūb ibn ar-Rahīl, die in Briefen über die Stellung des großen Sünders und die Beurteilung des Anthropomorphismus stritten. Während der Herrschaft von Imam as-Salt ibn Mālik (reg. 851–885) kam es in Oman zu heftigen politischen Auseinandersetzungen, die schließlich 885 zur Absetzung as-Salts und zur Einsetzung des Imams Rāschid ibn an-Nadr führten. Während seiner Herrschaft verschärften sich die Auseinandersetzungen zwischen den beiden Parteien und nahmen zunehmend den Charakter eines Stammeskrieges an. Die tribalen Kämpfe führten schließlich dazu, dass 893 die Abbasiden mit Truppen intervenierten und dem zweiten ibaditischen Imamat ein Ende bereiteten.
Nach dem Zusammenbruch des zweiten Imamats kam es innerhalb der ibāditischen Gemeinschaft Omans zu heftigen Debatten über dessen Ursachen, die schließlich zu einer Aufspaltung der Gemeinschaft in zwei Parteien – diejenige von ar-Rustāq und diejenige von Nizwa – führten, die auch unterschiedliche dogmatische, ethische und politische Positionen vertraten. Während man in Nizwa eher pragmatisch orientiert war und sich auf den Kampf gegen äußere Eindringlinge konzentrieren wollte, hielt man in ar-Rustāq an dem alten inneren Konflikt fest und exkommunizierte 1052 die Mitglieder der anderen Schule. Im 11. und 12. Jahrhundert wählten sich beide Parteien auch eigene, miteinander rivalisierende Imame. Die Imamatskrise führte dazu, dass sich viele arabische Stämme auf dem Gebiet der heutigen Vereinigten Arabischen Emirate, die Ibāditen gewesen waren, von dieser Richtung des Islams abwandten und schafiitische Sunniten wurden.

### Die Gemeinden in Nordafrika

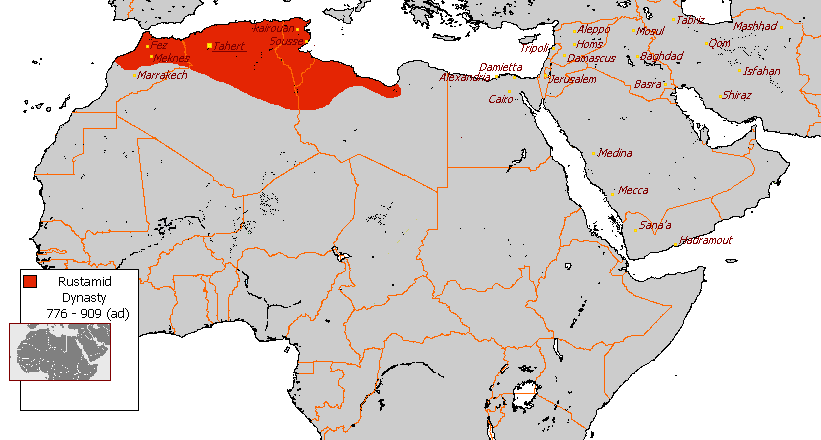
Das Reich der ibaditischen Rustamiden im 9. Jahrhundert

Der ibaditische Rustamiden-Staat umfasste im 9. Jahrhundert weite Teile der heutigen Staaten Algerien und Libyen sowie den südlichen Teil des heutigen Tunesiens. Wichtigste wirtschaftliche Grundlage dieses Staates war der Transsaharahandel, der zum größten Teil in der Hand ibaditischer Händler lag. Die Spaltung unter den nordafrikanischen Ibaditen, die nach dem Tode des ersten Imams eingetreten war, wurde jedoch nicht überwunden, sondern verstärkte sich noch durch Differenzen auf theologischer und rechtlicher Ebene. Die Nukkār, die sich nach Tripolitanien zurückzogen, nahmen für sich in Anspruch, der alten Lehre zu folgen, die Abū ʿUbaida begründet hatte, während sie die vom Rustamiden-Staat propagierte Lehre, für die der Name Wahbīya geläufig wurde, als Häresie betrachteten. Ende des 9. Jahrhunderts begannen sie mit umfassenden Propagandaaktivitäten und errichteten ein eigenes Imamat. Nach dem Untergang des Rustamiden-Staaten und der Gründung des fatimidischen Kalifats Anfang des 10. Jahrhunderts wurde ihre Lehre unter den Ibaditen vorherrschend.
In den 940er Jahren organisierte der zu den Nukkār gehörende Abū Yazīd Machlad ibn Kaidād einen ibāditischen Aufstand, der das Kalifat der Fatimiden fast zu Fall brachte. Um 968 brach in den Bilād al-Dscharīd ein weiterer ibaditischer Aufstand gegen die Fatimiden aus. Der erste Anführer dieses Aufstands, Abū l-Qāsim Yazīd ibn Machlad, wurde noch im gleichen Jahr getötet. Seinem Gefährten Abū Chazar aber gelang es, zeitweise Tripolitanien, Südtunesien, die Insel Dscherba und die Oase Ouargla einzunehmen. Abū Chazar verfügte über eine Armee von 12.000 Berittenen, setzte an den verschiedenen Orten Statthalter ein und nahm Beziehungen mit den Umayyaden in Spanien auf. Doch auch dieser Aufstand brach nach einer Schlacht mit der fatimidischen Armee westlich von Kairouan in sich zusammen, womit die Ibādīya in Nordafrika endgültig ihre politische Rolle als staatstragende religiöse Lehre verlor.
Kleinere ibaditische Gemeinden blieben aber auf dem Gebiet des früheren Rustamiden-Imamats erhalten. Hier bildete sich auch eine traditionsreiche ibaditische Gelehrsamkeit heraus, die allerdings zur wahbitischen Lehre zurückkehrte. Zur zentralen religiösen und politischen Institution der Ibaditen in Nordafrika wurde die Halqat al-ʿAzzāba.

### Die Verbreitung nach Ostafrika
Durch Händler aus Oman verbreitete sich die ibaditische Lehre schon im 9. Jahrhundert auch in die Küstenregionen Ostafrikas. Mitglieder omanischer Herrscherfamilien emigrierten in diese Gebiete, und manche von ihnen gründeten kleine Fürstentümer. Eine weitere Phase der Verbreitung der ibaditischen Lehre ergab sich ab der Mitte des 17. Jahrhunderts, als die Omanis die Portugiesen aus den Küstengebieten Ostafrikas vertrieben. Nachdem Sultan Said ibn Sultan aus der Bū-Saʿīd-Dynastie im frühen 19. Jahrhundert eine omanische Oberherrschaft über den Sansibar-Archipel errichtet hatte, wurden hier auch ibaditische Qādīs eingesetzt.

### Das klassische Schrifttum
Die Ibaditen haben eine eigene Hadith-Literatur. Wichtigste Hadith-Sammlung ist der Musnad von Rabīʿ ibn Habīb. Bei den heutigen Ibaditen ist nicht die originale Version des Werkes in Gebrauch, sondern die Bearbeitung von Abū Yaʿqūb al-Wardschilānī (gest. 1174), die zusätzliche Überlieferungen von diesem enthält und auch unter dem Titel al-Ǧāmiʿ aṣ-ṣaḥīḥ bekannt ist. Insgesamt enthält sie 1005 Traditionen. Inhaltlich stimmt das Hadith-Material zum großen Teil mit dem Material in den sunnitischen Hadith-Sammlungen überein, allerdings sind nur solche Hadithe aufgenommen, deren Isnād über Dschābir ibn Zaid auf den Propheten zurückführt.
Sowohl in Nordafrika als auch in Oman entwickelte sich bei den Ibaditen ein umfangreiches theologisches und rechtswissenschaftliches Schrifttum. Einer der ersten theologischen Traktate der Ibaditen war das Kitāb Usūl ad-dīn von Tibghūrīn (12. Jh.) aus dem Dschabal Nafusa. Zu den bedeutendsten rechtswissenschaftlichen Werke der Ibaditen gehört der Muṣannaf von Abū Bakr Ahmad ibn ʿAbdallāh al-Kindī an-Nizwī (gest. 1162). Er nimmt in der modernen Druckausgabe 32 Bände ein.
Mehrere Gelehrte der nordafrikanischen Ibaditen des Mittelalters wie Abū r-Rabīʿ al-Wisyānī (12. Jh.) und Abū l-Fadl al-Barrādī (14. Jh.) verfassten Sammlungen von Biographien ibaditischer Persönlichkeiten. Anhand des Werkes von al-Barrādī, das auch einen Abschnitt über die frühe islamische Geschichte enthält, hat Laura Veccia Vaglieri versucht, die charidschitische Sicht auf den Konflikt zwischen ʿAlī ibn Abī Tālib und Muʿāwiya I. zu rekonstruieren.

### Die ibaditische Erneuerungsbewegung
Ab dem späten 18. Jahrhundert erfuhr die ibaditische Gelehrsamkeit sowohl in Oman als auch im Maghreb eine Wiederbelebung. Zu den Gründervätern dieser Erneuerungsbewegung gehörten im Mzab Abū Zakarīyā Yahyā ibn Sālih al-Afdalī (1714–1788) und sein Schüler ʿAbd al-ʿAzīz ath-Thamīnī (1718–1808) sowie im Oman Abū Nabhān al-Charūsī (1734–1822). Ath-Thamīnī verwendete einen Großteil seines Lebens und seines Vermögens darauf, Bücher aus Dscherba, Tunesien und Oman zu sammeln. Dank seiner monumentalen Bibliothek kamen die Mozabiten in Kontakt mit der intellektuellen Entwicklung außerhalb ihrer Gemeinschaft. Zu den Studenten, die von seinem Erbe profitierten, gehörte Ibrāhīm ibn Yūsuf Atfaiyasch. Er war Lehrer seines jüngeren Bruders Muhammad ibn Yūsuf Atfaiyasch (1820–1914), des berühmtesten Gelehrten der ibaditischen Renaissance im Mzab. Er lehnte den 1853 zwischen den Franzosen und den Mozabiten unterzeichneten Vertrag entschieden ab und wurde verhaftet, als die Franzosen den Mzab besetzten. Aus Protest legte er sein Amt als Richter nieder und rief die Muslime zum Widerstand gegen die Kolonisatoren auf. 1884 wandte er sich offen gegen die Einrichtung religiöser Schulen durch die Weißen Väter in Ghardaia.
Sowohl in Oman als auch im Mzab betonten die ibaditischen Reformer dieser Zeit die Gemeinsamkeiten mit dem sunnitischen Islam. Muhammad Atfaiyasch reiste in den Hedschas und traf sich mit vielen sunnitischen Gelehrten. Er korrespondierte auch mit dem islamischen Reformdenker Muhammad ʿAbduh und schrieb viele Bücher, in denen er die Ansichten der sunnitischen, schiitischen und zahiritischen Schulen darstellte und verglich, wobei er die ihm am besten geeigneten auswählte. Ausgehend von dem Koranwort in Sure 13:11 „Siehe, Gott ändert an einem Volke nichts, ehe sie nicht ändern, was in ihnen selbst ist“ rief er die Muslime zur Einheit auf, weil er der Ansicht war, dass die Verkrustung und der Fanatismus der verschiedenen Lehrrichtungen zu einer Spaltung und Schwächung der Muslime geführt und den Weg für die europäische Kolonisierung geebnet hätte. Wie ihre sunnitischen Kollegen sahen auch die ibaditischen Reformdenker die Notwendigkeit, eine moderne Bildung zu fördern, die moderne Wissenschaften und Technologien einschließt, und gleichzeitig die muslimische Identität zu bewahren.

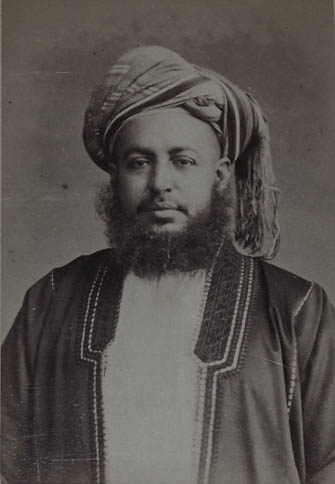
Sultan Barghasch ibn Said von Sansibar

Muhammad Atfaiyaschs Werke wurden zuerst in Sansibar veröffentlicht, in einer Druckerei, die Sultan Barghasch ibn Said dort eröffnet hatte. Er war ein großer Förderer der ibaditischen Gelehrsamkeit und unterstützte auch den sansibarisch-ibaditischen Reformdenker Abū Muslim al-Bahlānī (1860–1920). Später wurden Atfaiyaschs Werke auch in Kairo in der Druckerei von Sulaimān al-Bārūnī (1870–1940) in Kairo veröffentlicht. Sulaimān al-Bārūnī war ein ibaditischer Gelehrter aus dem Dschabal Nafūsa, der im frühen 20. Jahrhundert eine wichtige Rolle bei der Organisation des berberischen Widerstands gegen die italienische Besetzung Libyens spielte. Er setzte den Widerstand gegen die Italiener auch nach dem türkisch-italienischen Frieden von Ouchy (Oktober 1912) fort und wurde Ende 1916 von den Türken zum General-Gouverneur von Tripolitanien ernannt. Im November 1918 rief er zusammen mit drei anderen Gelehrten die „Tripolitanische Republik“ aus.

## Ibaditen in Deutschland
Laut REMID leben etwa 270 Ibaditen in Deutschland, deren Herkunftsland fast ausnahmslos der Oman ist. Insgesamt lebten in Deutschland am 31. Dezember 2019 laut Statistischem Bundesamt 485 omanische Staatsbürger.

## Belege
1. ↑  Cuperly: Introduction a l’étude de l'Ibāḍisme. 1984. S. 15.
2. ↑  Vgl. dazu Smith: The Ibadhites 1922, S. 284 und Ennami: Studies in Ibadhism (al-Ibāḍīyah). 2008, S. 335–351.
3. ↑  Francesca: “Ijtihād and the Ibāḍī Reform Movement in North Africa”.  2018, S. 71. Siehe auch Sachau: Über die religiösen Anschauungen der Ibaditischen Muhammadaner. 1899, S. 62, 71, 75f.
4. ↑  Ennami: Studies in Ibadhism. 2008, S. 165–167.
5. ↑  Ennami: Studies in Ibadhism. 2008, S. 167–170.
6. ↑  Ennami: Studies in Ibadhism. 2008, S. 170–172.
7. ↑  Ennami: Studies in Ibadhism. 2008, S. 173–174.
8. ↑  Ennami: Studies in Ibadhism. 2008, S. 174.
9. ↑  Ennami: Studies in Ibadhism. 2008, S. 175–177.
10. ↑  Vgl. van Ess: Theologie und Gesellschaft. 1992, Bd. II, S. 190 f.
11. ↑  Vgl. van Ess: Theologie und Gesellschaft. 1992, Bd. II, S. 193–196.
12. ↑  Vgl. van Ess: Theologie und Gesellschaft. 1992, Bd. II, S. 195.
13. ↑  Vgl. dazu Josef van Ess II 197.
14. ↑  Vgl. van Ess: Theologie und Gesellschaft. 1992, Bd. II, S. 198 f.
15. ↑  al-Rawas: Oman in early Islamic history. 2000, S. 134.
16. ↑  Vgl. Lewicki 652b.
17. ↑  Vgl. van Ess: Theologie und Gesellschaft. 1990, Bd. I, S. 405–411.
18. ↑  Vgl. dazu al-Rawas: Oman in early Islamic history. 2000, S. 129–163.
19. ↑  Vgl. John C. Wilkinson: The Imamate Tradition in Oman. Cambridge University Press, Cambridge, 1987, 164 f. und van Ess II 212.
20. ↑  Al-Rawas: Oman in early Islamic history. 2000, S. 190–197.
21. ↑  Zur Aufspaltung der omanischen Ibaditen in die Parteien von ar-Rustāq und von Nizwā, vgl. Wilkinson 2010, 334–43.
22. ↑  Vgl. Lewicki: Art. al-Ibāḍīya in EI², S. 657a.
23. ↑  Vgl. T. Lewicki: Art. al-Nukkār in The Encyclopaedia of Islam Bd. VIII, S. 112b–114a.
24. ↑  Vgl. Lewicki: Art. al-Ibāḍīya in EI² Bd. III, S. 656a.
25. ↑  Lewicki: Art. al-Ibāḍīya in EI² Bd. III, S. 653a.
26. ↑  Vgl. Anne K. Bang: Sufis and scholars of the sea. Family networks in East Africa, 1860–1925. RoutledgeCurzon, London and New York, 2003. S. 154–155, 161–165.
27. ↑  Ennami: Studies in Ibadhism. 2008, S. 139–141.
28. ↑  Vgl. Pierre Cuperly: Le Kitâb Usûl al-dîn de Tibġûrîn in Studia Islamica 56 (1982) 69–96, und Cuperly: Introduction a l’étude de l'Ibāḍisme. 1984. S. 73–91.
29. ↑  Vgl. Wheeler: Ibāḍī Fiqh Scholarship. 2012, S. 323.
30. ↑  Vgl. zu ihm K.S. Vikør: Art. al-Wisyānī 3. in The Encyclopaedia of Islam. New Edition Bd. XI, S. 212b–213a.
31. ↑  Vgl. zu ihm R. Rubinacci: Art. al-Barrādī in The Encyclopaedia of Islam. New Edition Bd. I, S. 1053.
32. ↑  Vgl. Laura Veccia Vaglieri: Il conflitto ʿAlī-Muʿāwiya e la secessione khārigita riesaminati alla luce di fonti ibāḍite. Rom 1952.
33. 1 2 3  Francesca: “Ijtihād and the Ibāḍī Reform Movement in North Africa”.  2018, S. 70f.
34. ↑  Laura Veccia Vaglieri: Art. al-Bārūnī in The Encyclopaedia of Islam. New Edition Bd. I, S. 1070b–1071b.
35. ↑  Mitgliederzahlen: Islam, in: Religionswissenschaftlicher Medien- und Informationsdienst e. V. (Abkürzung: REMID), abgerufen am 29. Januar 2016
36. ↑  Bevölkerung und Erwerbstätigkeit – Ausländische Bevölkerung – Ergebnisse des Ausländerzentralregisters, vom: Statistisches Bundesamt, Stand: 31. Dezember 2019